# Francesco Barbella
Francesco Barbella (* okolo 1692? Neapol – 1732) byl italský houslista a hudební skladatel.

## Život
Francesco Barbella byl žákem Giana Carla Cailò. Působil jako odborný asistent na smyčcové nástroje na "Conservatorio di Santa Maria di Loreto" v Neapoli. Mezi jeho studenty byli Pasquale Anfossi, Nicola Fiorenza, Davide Perez a v neposlední řadě jeho syn Emanuele Barbella.

## Dílo
- 24 koncertů pro flétnu, dvoje housle a basso continuo
- 2 sonáty pro zobcovou flétnu a cembalo
- Concertino pro 3 housle a continuo C-dur
- několik sonát pro housle a basso continuo